# Rathkea formosissima
Rathkea formosissima är en nässeldjursart som först beskrevs av Browne 1902.  Rathkea formosissima ingår i släktet Rathkea och familjen Rathkeidae. Inga underarter finns listade i Catalogue of Life.